# Маршевский, Юзеф
Юзеф Маршевский (пол. Józef Marszewski, в России Иосиф Иванович Маршевский; 14 марта 1827, Вильна — 27 марта 1874) — польский художник-пейзажист.
Учился в Варшаве у Александра Кокуляра и в Вильне у Винцента Дмоховского, затем в 1853—1856 гг. в Императорской Академии художеств в Санкт-Петербурге у Максима Воробьёва. В 1853 г. удостоен малой серебряной медали за картину «Вид на реке Неве во время шествия льда», — в записках А. П. Боголюбова утверждается, однако, что над этой картиной ради забавы работали и другие ученики академии: Алексей Чернышёв, Василий Максутов, Владимир Сверчков и он сам. В 1855 г. получил большую серебряную медаль за «Вид с натуры г. Ревеля». В 1857 г. получил звание художника третьей степени. Со студенческих лет приятельствовал с Иваном Шишкиным.
В дальнейшем много путешествовал по различным странам Европы, в 1865 г. жил в Дюссельдорфе и совершенствовал своё мастерство под руководством Андреаса Ахенбаха. В 1870 г. получил звание классного художника первой степени за картину «Вид г. Ментоны». С 1872 года жил в Варшаве, в последние годы жизни страдал расстройством психики. Войцех Герсон характеризовал Маршевского как «опытного, полного энергии пейзажиста»
Сын — Эммануил Осипович (Иосифович) Маршевский, окончил Дерптский университет, преподавал математику, физику, механику в Туле, Калуге (1880—1893), Смоленске, Орле, в конце жизни директор гимназии в Раненбурге. Его дети — Витольд Эммануилович (1886—1938), главный врач железнодорожной больницы в Ленинграде, расстрелян, Станислав Эммануилович (1891—1937), врач тюремной больницы в Мичуринске, расстрелян, Зыгмунт Маршевский (1897—1982), польский военный, полковник кавалерии, Владислав Эммануилович (1900—?), участник Великой Отечественной войны, кавалер ордена Красной Звезды.